# نیروگاه بادی درح
نیروگاه بادی دُرُح نام مزرعه تولید برق با استفاده از انرژی باد در ایران می‌باشد، که در سال ۱۴۰۲ در نزدیکی دهستان درح از توابع شهرستان سربیشه در استان خراسان جنوبی توسط شرکت تولید انرژی‌های تجدیدپذیر مپنا راه‌اندازی گردید. این مزرعه مجهز به ۲۰ عدد توربین ۲٫۵ مگاواتی Type 2 است که توان تولید مجموعاً ۵۰ مگاوات برق را دارا می‌باشد.

## ویژگی‌ها
توربین‌های نصب شده در این مزرعه بادی توسط شرکت مپنا تولید و توسط شرکت نصب نیرو نصب شده‌اند. توربین‌های نصب شده در این مرکز هر کدام ۸۵ متر ارتفاع و دارای ۳۰۰ تن وزن می‌باشند. توربین‌ها ۳ پره‌ای بوده و طول هر پره ۵۳ متر می‌باشد. هر کدام از این توربین‌ها ظرفیت تولید ۲٫۵ مگاوات برق را داراست.